# XXVI династия
Двадцать шестая династия Египта (также называется Саисской династией по столице фараонов; ок. 685—525 гг. до н. э.) — последняя из местных династий, правивших Египтом до персидского завоевания Египта в 525 году до н. э. (позже были другие); отмечает начало Позднего периода.
- 664—525 гг. до н. э. (139 лет) — по Э. Бикерману.
- 664—525 гг. до н. э. (139 лет) — по Ю. фон Бекерату.
- 664—525 гг. до н. э. (139 лет) — по Э. Хорнунгу, Р. Крауссу и Д. Уорбертону.

Манефон начинает XXVI династию со следующих фараонов, которые фактически были правителями Саиса и Мемфиса.
| Правитель  | Имя по Манефону | Правление            | Примечания                                        |
| ---------- | --------------- | -------------------- | ------------------------------------------------- |
| Америс (?) |                 | (715 — 695 до н. э.) | Возможно, нубийский правитель.                    |
| Тефнахт II | Стефинатес      | (695 — 688 до н. э.) |                                                   |
| Некауба    | Нехепсос        | (688 — 672 до н. э.) | Титуловал себя «Царём Верхнего и Нижнего Египта». |
| Нехо I     | Нехо Г          | (672 — 664 до н. э.) | Как фараон принял имя «Менхеперра».               |

Таким образом, XXVI династия оказывается связанной с XXIV династией. Первым фараоном собственно XXVI династии считается Псамметих I.
| Фараон        | Имя по Манефону                         | Правление              | Примечания                                      |
| ------------- | --------------------------------------- | ---------------------- | ----------------------------------------------- |
| Псамметих I   | Псамметихос I, Псаммутис I, Псамметих Г | (664—610 до н. э.)     |                                                 |
| Нехо II       | Нехао II, Нехо Г                        | (610—595 до н. э.)     |                                                 |
| Псамметих II  | Псамметихос II, Псаммутис II, Псаммий Г | (595—589 до н. э.)     |                                                 |
| Априй         | Куафрис, Априй Г                        | (589—570 до н. э.)     |                                                 |
| Яхмос II      | Амасис II, Амасид Г                     | (570—526 до н. э.)     |                                                 |
| Псамметих III | Псаммехритос                            | (526—525 до н. э.)     |                                                 |
| Петубаст III  |                                         | (ок. 522—520 до н. э.) | Возможно, поднял мятеж после смерти Камбиса II. |